# GABA-Gruppe
Die GABA-Gruppe ist ein Schweizer Unternehmen, das Zahn- und Mundpflegeprodukte herstellt. Der Name ist ein Akronym von „Goldene Apotheke Basel“. Die bekanntesten Dachmarken sind elmex, aronal und meridol. Die GABA-Gruppe gehört seit 2004 zur Colgate-Palmolive-Gruppe.

## Struktur
Sitz der gruppenführenden Gaba International AG sowie der Tochtergesellschaft „Gaba Schweiz“ ist Therwil bei Basel. Die GABA-Gruppe hat Tochtergesellschaften in Deutschland („Gaba Deutschland“, Sitz Lörrach, gegründet 1921), Italien, Frankreich („Gaba Laboratoires“, Sitz Paris, seit 1999), Belgien („Gaba Benelux“, gegründet 1991) und den Niederlanden („Gaba Benelux“, gegründet 1919). Des Weiteren bestehen Lizenz- und Vertriebspartnerschaften in Spanien, Portugal, Finnland, Luxemburg, Österreich, Kroatien, Tschechien, Ungarn, Polen, der Slowakei und Israel.

## Geschichte

Werbeplakat von Paul Kammüller für Wybert Gaba-Tabletten, 1915

Die „Goldene Apotheke Basel“ wurde 1638 als eine der ersten Apotheken der Stadt Basel gegründet und ist eine der ältesten noch bestehenden Firmen in der Schweiz. 1846 brachte der Basler Arzt Emanuel Wybert (1807–1884) von einer Studienreise aus Amerika das Rezept eines Hustenmittels mit. Sein Freund Hermann Geiger, damaliger Besitzer der Apotheke, verkaufte während einer Grippe-Epidemie in diesem Jahr erstmals die danach hergestellten sogenannten „Wybertli-Pastillen“. Sie wurden aufgrund der guten Resonanz ab 1906 von Hermann Geiger und dessen Bruder Paul Geiger im elsässischen St. Ludwig (heute  Saint-Louis) unter dem Namen „Wybert“ industriell hergestellt. 1910 wurden sie in „Gaba-Tabletten“ umfirmiert und als Marke beworben. 1917 wurde das Unternehmen in zwei Teile getrennt: Die Goldene Apotheke und die von Hermann Geiger gegründete „Gaba AG“ für die Massenproduktion der Tabletten. Zwischen 1919 und 1926 entstanden die Tochtergesellschaften in Deutschland und Belgien, sowie die Holdinggesellschaft „Doma AG“ (die spätere Gaba AG) in Basel. Die Wybert-Pastillen wurden beworben mit Slogans, die von Elly Heuss-Knapp, der Frau des späteren deutschen Bundespräsidenten Theodor Heuss, getextet worden waren („Ob’s windet, regnet oder schneit, Wybert schützt vor Heiserkeit“). Der Kontakt zwischen der Firma Wybert und Elly Heuss-Knapp kam zustande, da Hermann Geiger ihr Cousin war.
Ab 1944 spezialisierte sich Gaba auf Mund- und Zahnhygiene und brachte die aronal-Zahnpasta mit Zusatz von Vitamin A in der Schweiz auf den Markt. Nach dem Zweiten Weltkrieg wurde Ernst Ludwig Heuss (1910–1967), der Sohn von Theodor Heuss, Leiter der Wybert GmbH in Lörrach, später auch der Gaba AG in Basel. Nach der Entwicklung der Aminfluoride wurde 1963 die elmex-Zahnpasta gegen Karies entwickelt. Seit Ende der 1960er Jahre entstanden weitere Produktneuheiten, darunter 1986 die meridol-Mundspülung und seit 1999 Zahnbürsten für verschiedene Zielgruppen. 1979 wurde die „Gaba International AG“ als Zusammenfassung der zentralen Dienste der Gruppe gegründet. 1992 wurde ein neues Logistikzentrum in Hauingen errichtet. 1999 wurde die Marke „Wybert-Pastillen“ verkauft, da sie nicht mehr zum Kernprofil des Unternehmens passte, später auch die Haarpflegemarke „Plantur“. 2000 firmierte die gesamte Unternehmensgruppe komplett von Wybert auf Gaba um. 2001 wurden die Unternehmen „Odopharm“ (Paris) und „Vebas“ (bei Mailand) übernommen.
Ab Ende 2003 bis 1. Juni 2004 wurde Gaba in die Colgate-Palmolive-Gruppe integriert, blieb aber als selbständige Einheit unter dem Dach von Colgate-Palmolive erhalten. Im November 2012 wurde bekannt, dass die Produktionsstandorte Lörrach und Therwil geschlossen und die Fertigung ab 2013 in Polen im niederschlesischen Świdnica erfolgen soll. Dabei werden insgesamt 240 Stellen gestrichen. Im Mai 2013 kündigte Colgate-Palmolive an, seinen Europasitz von Genf nach Therwil zu verlegen und ihn dort mit dem Sitz seiner Tochtergesellschaft „Gaba International AG“ zu verschmelzen. Von diesen Plänen waren in Genf rund 65 Mitarbeiter betroffen.

## Produkte

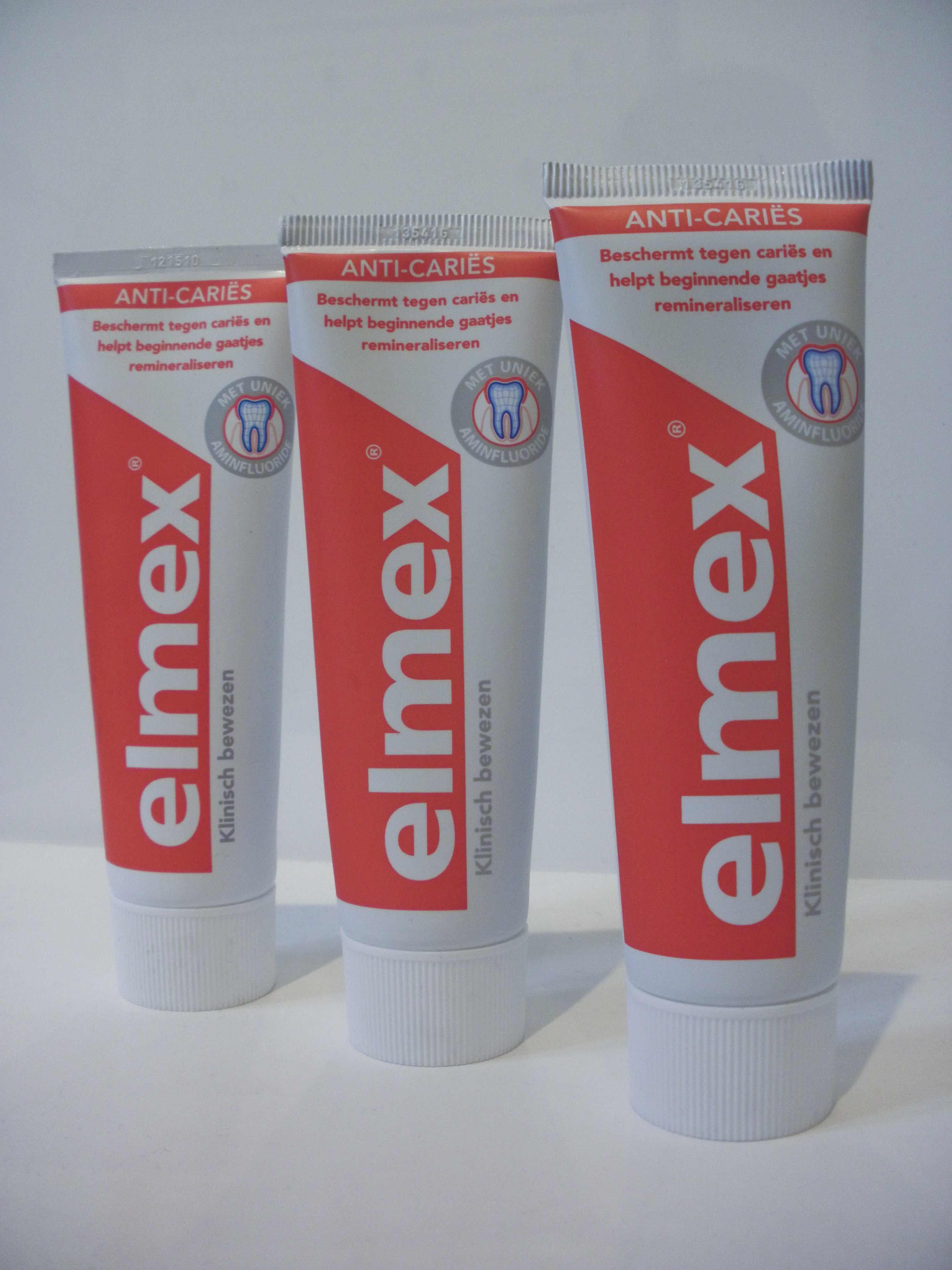
Elmex-Zahnpasta

Hergestellt werden vor allem Zahnpasten, Zahn- und Mundspülungen, Gelées und Zahnbürsten, aber auch Spezialprodukte für Zahnmediziner. Kunden des Unternehmens sind sowohl der branchenübergreifende Endverbraucher-Handel als auch das zahnmedizinische Fachpublikum sowie Drogerien und Apotheken. Die berühmten Hustenpastillen, in der Schweiz „Gaba-Täfeli“ oder „Gaba-Zeltli“ genannt, wurden nach 90 Jahren wieder zu Wybert-Pastillen und aus der Produktpalette von Gaba ausgenommen.

## Kennzahlen
Die GABA-Gruppe ist in ihrem Geschäftsbereich Marktführer in Deutschland und der Schweiz. In Deutschland haben die Gaba-Marken einen wertmäßigen Marktanteil von schätzungsweise durchschnittlich 20 Prozent (Zahnpasten etwa 22–23 Prozent, manuelle Zahnbürsten etwa 12–13 Prozent, Spülungen etwa 35–36 Prozent). Der Jahresumsatz der deutschen Gaba GmbH liegt bei etwa 170 Millionen Euro. Gaba beschäftigte in der Schweiz und in Lörrach zusammen etwa 600 bis 700 Mitarbeiter (2003: 670 Mitarbeiter, insgesamt 350 Millionen Schweizer Franken Umsatz; 2002 erzielte die GABA-Gruppe weltweit einen Umsatzerlös in Höhe von 232 Millionen Euro).

## Forschung und Entwicklung
In den 1950er Jahren entwickelte Gaba in Zusammenarbeit mit dem zahnärztlichen Institut der Universität Zürich als Alternative zu den gängigen anorganischen Fluoriden wie Natriumfluorid und Natriummonofluorophosphat die organischen Fluoride (Aminfluoride), insbesondere Olaflur und Dectaflur. Sie dienen als Wirkstoffe zur Plaque-Prophylaxe in den elmex-Produkten. In meridol-Produkten kommt eine Olaflur-/Natriumflorid-Kombination zum Einsatz.